# Waldschmidt épület
A Waldschmidt épület (angolul: Waldschmidt Hall, korábban Nyugati épület) a Portlandi Egyetem legrégebbi létesítménye az Amerikai Egyesült Államok Oregon államának Portland városában. Az 1891-ben megnyílt épületet korábban az 1900-ban megszűnt metodista Portlandi Egyetem használta. 1977 óta szerepel a történelmi helyek jegyzékében. Mai nevét 1992-ben, felújításának évében vette fel.

## Története
A metodisták 1891-ben nyitották meg a Portlandi Egyetemet. 32 500 dollárból felépült a Nyugati épület, amely a campus egyetlen épületeként kollégiumként és kápolnaként is szolgált. Később egy Keleti épületet is terveztek, de az soha nem épült fel. Pénzügyi problémák miatt a campust 1896-ban elhagyták.
1901-ben Alexander Christie érsek a Nyugati épületet az egyház tulajdonában lévő két ingatlan és egy dollár értékben megvásárolta; a Columbia Egyetem 1901-ben nyílt meg. 1911-ben egy hallgató a Willamette folyóba fulladt, és a hiedelmek szerint az épületben kísért. 1916-ban Tobias O’Brien, a Keresztes Kongregáció tagjának javaslatára az épület falára borostyánt futtattak, köré pedig virágokat ültettek. 18 év múlva a borostyán túlnőtt a negyedik szinten; 1958-ban megállapították, hogy rongálja a falakat, ezért eltávolították.
1935-ben az intézmény felvette mai nevét.

### Felújítás
1970-ben Portland városa történelmi jelentőségű hellyé minősítette. 1977. szeptember 22-én bekerült a történelmi helyek jegyzékébe; hét hónappal korábban, február 18-án Paul E. Waldschmidt rektor felavatta ennek emléktábláját. Az időjárási viszontagságok ellen 1975-ben a téglák közé új habarcsréteg került.
1990-ben háromfázisos állagmegőrző és felújítóprogramot jelentettek be. Kijavították a padlózatot és a falakat, földrengésállóvá tették, akadálymentesítették, újraépítették a bejáratot, valamint modern épületgépészeti rendszert építettek ki; a műemlékké minősítés miatt ez néhol nehézséget okozott. A Soderstrom Architects 5,5 millió dolláros projektje keretében az alaprajz és korábbi fotók alapján igyekeztek helyreállítani az épület eredeti állapotát. Fejlesztették a tantermeket, számítógépes laboratóriumokat alakítottak ki. A magánadományokból finanszírozott felújítás 1993 októberére készült el.

### Átnevezés
1992 októberében felvette Paul E. Waldschmidt érsek, korábbi rektor nevét. A névadó ünnepséget a Keresztes Kongregáció amerikai ágának százötvenedik, valamint az intézmény kilencvenedik évfordulójával egybekötötték. Az épületben elhelyezték Wayne Chin Waldschmidtet ábrázoló portréját.
1993-tól tantermek mellett irodák vannak itt. 2001. május 1-jén a posta az egyetem századik évfordulójára bélyeget adott ki, amelyen John Pirman számítógéppel előállított képén az épület látható.

## Kialakítása
A neoromán létesítmény építészei Frederick Manson White, Richard H. Martin, Jr. és William F. McCaw voltak. Az ötszintes épület kőből, téglából és öntöttvasból áll, így hasonlít a kor gótikus egyetemi létesítményeihez; mintaként a Harvard Sever épülete szolgált. Külső homlokzatán a richardsoni neorománra emlékeztető elemek is láthatók. Az egyetem legrégebbi épülete; alapterülete 2800 négyzetméter.
Belső padlója fa, a falak lambériával, a lépcsők padlószőnyeggel burkoltak. Néhol a régi állapotokat ábrázoló fotók láthatók. Ablakai nagyok, berendezése modern.

## Fordítás
- Ez a szócikk részben vagy egészben  a   Waldschmidt Hall című angol Wikipédia-szócikk ezen változatának fordításán alapul.  Az eredeti cikk szerkesztőit annak laptörténete sorolja fel. Ez a jelzés csupán a megfogalmazás eredetét és a szerzői jogokat jelzi, nem szolgál a cikkben szereplő információk forrásmegjelöléseként.